# Dixa thomasi
Dixa thomasi är en tvåvingeart som beskrevs av Vaillant 1969. Dixa thomasi ingår i släktet Dixa och familjen u-myggor.
Artens utbredningsområde är Frankrike. Inga underarter finns listade i Catalogue of Life.